# Bistorta subauriculata
Bistorta subauriculata är en slideväxtart som beskrevs av Komarov. Bistorta subauriculata ingår i släktet ormrötter, och familjen slideväxter. Inga underarter finns listade i Catalogue of Life.